# 天目山街道
天目山街道是中华人民共和国江苏省泰州市姜堰区下辖的一个街道办事处。

## 行政区划
天目山街道下辖以下村级行政区划单位：
锦都社区、锦园社区、天目社区、通前社区、河西社区、光明社区、康华社区、振兴社区、河东社区、前堡村、城中村、朱云村、城东村、通扬村、城北村、工联村、公园村、官庄村、后堡村、万众村、单塘村和天民村。